# Сааресто, Марко
Марко Сааресто (фин. Marko Saaresto, род. 5 декабря 1970) — рок-вокалист, лидер финской рок-группы Poets of the Fall, образованной из дуэта со своим другом, гитаристом Олли Тукиайненом. Марко пел в нескольких финских рок-группах (напр. Playground) с детских лет. Является автором текстов всех песен Poets of the Fall.
Марко написал песню «Late Goodbye» по поэме Сэма Лейка. Эта песня стала саундтреком к компьютерной игре «Max Payne 2: The Fall of Max Payne», ⁣ а самого вокалиста увековечили в образе Владимира Лема в первой части «Max Payne».

## Биография
Ещё в пятнадцатилетнем возрасте Марко заявил на занятии по профориентации, что он хочет стать рок-звездой, когда другие ребята говорили, что хотят работать в полиции, а девочки — в туристических агентствах. И с тех пор он целенаправленно шёл к своей мечте, попутно сменив множество профессий.
Марко имеет диплом спортивного массажиста, изучает акупунктуру и до «Poets of the Fall» восемь лет работал графическим и рекламным дизайнером. Впоследствии он даже нанял двух человек и открыл собственную дизайнерскую фирму, в которой зарабатывал на жизнь до того момента, когда первый хит группы Poets of the Fall «Late Goodbye» стал приносить доход. Некоторое время исполнитель жил в Ирландии. Марко брал частные уроки классического вокала в Академии Сибелиуса. Также он увлекается различными восточными искусствами и владеет тай-чи. О его музыкальном прошлом известно лишь то, что он выступал с группой «Playground» в середине 90-х в Хельсинки, сделав к тому времени одну небольшую демозапись, песни с которой никогда не были выпущены официально.
Музыкант рисует комиксы и пробует писать в свободное время, о чём упомянул в интервью.

## Работы
| Год  | Название    | Роли                      |
| ---- | ----------- | ------------------------- |
| 2001 | Max Payne   | Владимир Лем              |
| 2023 | Alan Wake 2 | Один Андерсон в молодости |